# Alistair Ian Cragg

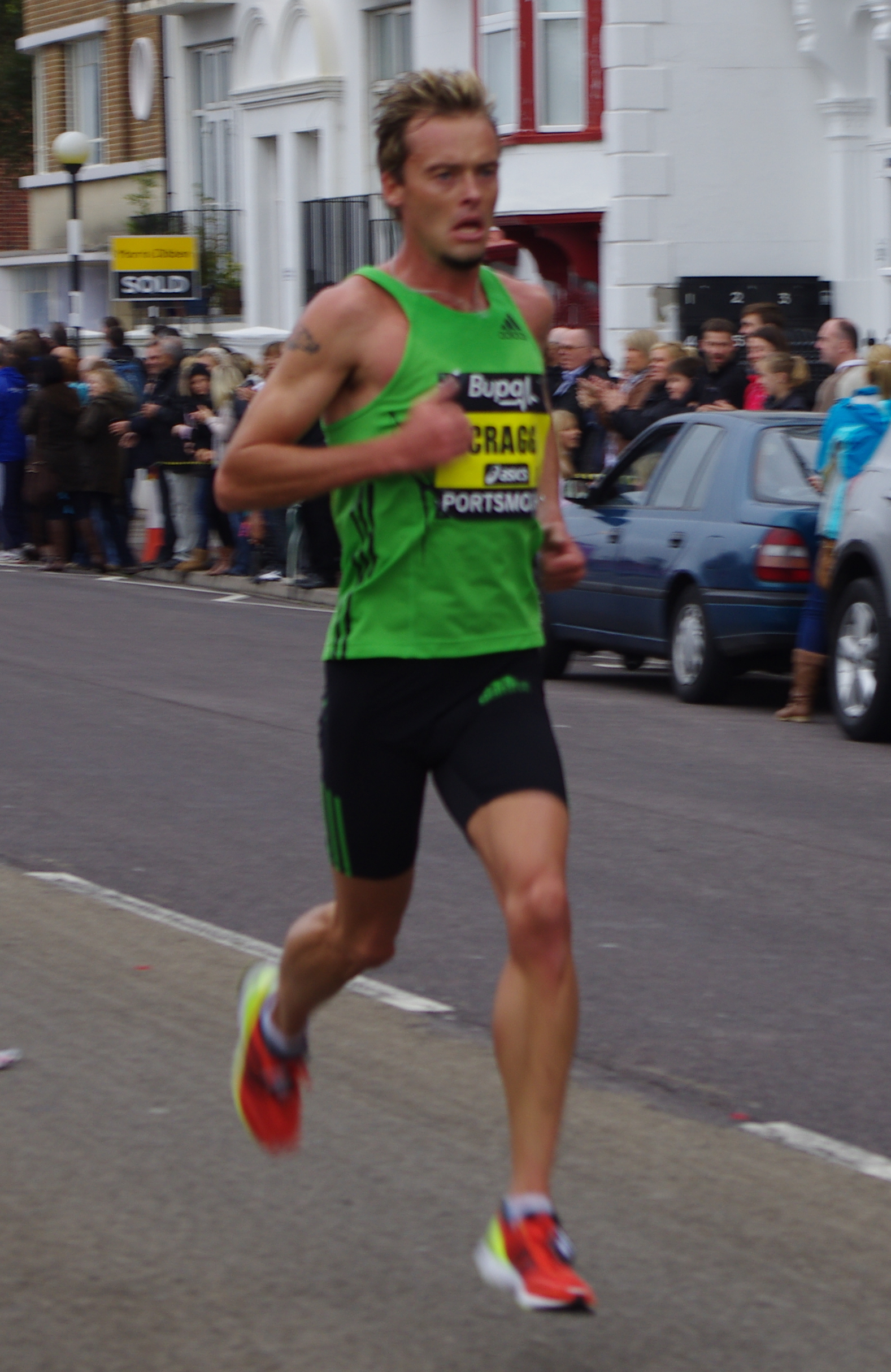
Alistair Cragg 2011

Alistair Ian Cragg (* 13. Juni 1980 in Johannesburg) ist ein ehemaliger  irischer Langstreckenläufer südafrikanischer Herkunft.

## Leben
Der Urenkel irischer Einwanderer erhielt als Kind die doppelte Staatsbürgerschaft auf Antrag seiner Eltern. Sein Vater war ein erfolgreicher Langstreckenläufer und Trainer, und sein Sohn war in dieser Disziplin ebenfalls früh erfolgreich und startete als Junior für Südafrika bei den Crosslauf-Weltmeisterschaften 1998 in Marrakesch und 1999 in Belfast.
Danach erhielt er ein Sportstipendium an der Southern Methodist University. Den Durchbruch hatte er allerdings erst, nachdem er zur University of Arkansas wechselte, wo er von Trainer John McDonnell betreut wurde. 2002 entschied er sich dafür, zukünftig für Irland anzutreten, und im selben Jahr wurde er Achter bei den Crosslauf-Europameisterschaften in Medulin.
Nach seinem Universitätsabschluss wurde er professioneller Sportler. 2004 belegte er bei den Crosslauf-Weltmeisterschaften in Brüssel auf der Kurzstrecke den 16. Platz, wurde Irischer Meister über 1500 m und kam bei den Olympischen Spielen in Athen über 5000 m auf den zwölften Platz.
Im Jahr darauf gewann er Gold über 3000 m bei den Leichtathletik-Halleneuropameisterschaften in Madrid. Über dieselbe Distanz wurde er 2006 bei den Hallenweltmeisterschaften in Moskau Vierter. Bei den Europameisterschaften in Göteborg kam er über 5000 m ins Finale. Dort ging er im letzten Drittel in Führung, musste dann aber mit einer Achillessehnenverletzung aufgeben.
2007 wurde er über 3000 m Sechster bei den Halleneuropameisterschaften in Birmingham, schied aber bei den Weltmeisterschaften in Osaka über 5000 m im Vorlauf aus. Bei den Olympischen Spielen in Peking trat er sowohl über 1500 m wie über 5000 m an. Während er auf der kürzeren Distanz nicht über den Vorlauf hinauskam, qualifizierte er sich auf der längeren fürs Finale, erreichte aber auch diesmal nicht das Ziel.
Bei den Weltmeisterschaften 2009 in Berlin scheiterte er über 5000 m in der Vorrunde. 2010 wurde er Siebter beim New-York-City-Halbmarathon. Bei den Europameisterschaften in Barcelona lag er erneut im 5000-Meter-Finale nach 3200 m in Führung, fiel dann aber auf den nächsten anderthalb Runden auf den letzten Platz zurück und gab abermals auf. Bei den Weltmeisterschaften 2011 wurde er Vierzehnter. Im Jahr darauf bei den Olympischen Spielen in London konnte er nicht das Finale erreichen.

## Persönliche Bestzeiten
- 1500 m: 3:36,18 min, 20. Mai 2007, Carson
- 1 Meile (Halle): 3:55,04 min, 21. Januar 2006, Fayetteville
- 3000 m: 7:32,49 min, 25. Juli 2007, Monaco (irischer Rekord)
  - Halle: 7:38,59 min, 14. Februar 2004, Fayetteville
- 5000 m: 13:07,10 min, 21. Juli 2007, Brasschaat (irischer Rekord)
  - Halle: 13:28,93 min, 14. März 2003, Fayetteville
- 10.000 m: 27:39,55 min, 29. April 2007, Palo Alto (irischer Rekord)
- Halbmarathon: 1:01:58 h, 21. März 2010, New York City